# Mistrzostwa Świata we Wrotkarstwie Artystycznym 2005
Mistrzostwa Świata we Wrotkarstwie Artystycznym 2005 odbyły się w Rzymie, w dniach od 17 do 27 listopada.
Zawody rozegrano równocześnie w kilku kategoriach wiekowych i dyscyplinach:
- 50. Mistrzostwa Świata Seniorów we wrotkarstwie figurowym (21-27 listopada),
- 11. Mistrzostwa Świata Juniorów we wrotkarstwie figurowym (17-20 listopada),
- Mistrzostwa Świata w jeździe figurowej na łyżworolkach (17-18 listopada),
- Mistrzostwa Świata we wrotkarstwie pokazowym (26 listopada),
- Mistrzostwa Świata we wrotkarstwie precyzyjnym (27 listopada).

W żadnej z konkurencji nie startowali Polacy.

## Wyniki w kategorii seniorów
Niżej podana końcowa klasyfikacja obejmuje jedynie zawodników, którzy zakwalifikowali się do programu dowolnego.

### Soliści
| Lp. | Zawodnik                   | Kraj              | Punkty ogółem |
| 1   | Roberto Riva               | Włochy            | 1002,400      |
| 2   | Luca D'Alisera             | Włochy            | 983,900       |
| 3   | Daniel Müller              | Niemcy            | 942,700       |
| 4   | David Jacques              | Stany Zjednoczone | 936,300       |
| 5   | Jordan Uriel Segovia       | Argentyna         | 917,800       |
| 6   | Albert Trilla Aguilar      | Hiszpania         | 910,400       |
| 7   | Javier Cuesta Rodriguez    | Hiszpania         | 858,200       |
| 8   | Manuel Magalhaes           | Portugalia        | 860,800       |
| 9   | Yeh Chia-chen              | Chińskie Tajpej   | 795,000       |
| 10  | Christian Stohrer          | Szwajcaria        | 784,100       |
| 11  | Flavio Alexandre Francisco | Brazylia          | 779.900       |

### Solistki
| Lp. | Zawodnik            | Kraj            | Punkty ogółem |
| 1   | Tanja Romano        | Włochy          | 992,800       |
| 2   | Liliana Andrade     | Portugalia      | 897,800       |
| 3   | Diana Ribeiro       | Portugalia      | 864,900       |
| 4   | Sarah-Jane Jones    | Nowa Zelandia   | 866,000       |
| 5   | Wang Hsiao-chu      | Chińskie Tajpej | 818,700       |
| 6   | Maite Janssens      | Belgia          | 815,700       |
| 7   | Nika Arcon          | Słowenia        | 793,100       |
| 8   | Bruna Maria Ribeiro | Brazylia        | 749,500       |

### Pary sportowe
- PARY SPORTOWE (czołówka – stan po programie krótkim)

1. Marika Zanforlin & Federico Degli Esposti (Włochy)
2. Irene Nardo & Andrea Barbieri (Włochy)
3. Laura Marzocchini & Enrico Fabbri (Włochy)